# 44530 Horáková
(44530) Horáková, denumire internațională (44530) Horakova, este un asteroid din centura principală de asteroizi.

## Descriere
44530 Horáková este un asteroid din centura principală de asteroizi. A fost descoperit pe 25 decembrie 1998 la Observatorul Kleť de Jana Tichá și Miloš Tichý. Asteroidul prezintă o orbită caracterizată de o semiaxă mare de 2,58 ua, o excentricitate de 0,23 și o înclinație de 11,7° în raport cu ecliptica.